# بلوچ‌آباد (علی‌آباد)
بلوچ آباد، روستایی است از توابع بخش مرکزی شهرستان علی‌آباد در استان گلستان ایران.